# بنیردرا
بنیردرا (به اسپانیایی: Benirredrà) یک شهرستان در اسپانیا است که در Safor واقع شده‌است.

## خصوصیات
بنیردرا ۰٫۴ کیلومترمربع مساحت و ۱٬۵۶۶ نفر جمعیت دارد و ۲۵ متر بالاتر از سطح دریا واقع شده‌است.